# Região Geográfica Imediata de São João da Boa Vista
A Região Geográfica Imediata de São João da Boa Vista é uma das 53 regiões imediatas do estado brasileiro de São Paulo, uma das onze regiões imediatas que compõem a Região Geográfica Intermediária de Campinas e uma das 509 regiões imediatas no Brasil, criadas pelo IBGE em 2017.
É composta por nove municípios, tendo uma população estimada pelo IBGE para 1.º de julho de 2017, de 313 076 habitantes e uma área total de 3 631,633 km².

## Municípios
Fonte: IBGE – Cidades
| Município                | População Estimada (2017) | Área (km²) |
| ------------------------ | ------------------------- | ---------- |
| Aguaí                    | 35 508                    | 474,554    |
| Águas da Prata           | 8 104                     | 142,961    |
| Casa Branca              | 30 144                    | 864,225    |
| Espírito Santo do Pinhal | 44 170                    | 389,235    |
| Santa Cruz das Palmeiras | 33 455                    | 295,337    |
| Santo Antônio do Jardim  | 6 029                     | 109,956    |
| São João da Boa Vista    | 90 089                    | 516,399    |
| Tambaú                   | 23 267                    | 561,788    |
| Vargem Grande do Sul     | 42 310                    | 267,178    |
| Total                    | 313 076                   | 3 621,633  |